# Estwing
Estwing Manufacturing Company är en verktygstillverkare med huvudkontor i Rockford i nordöstra Illinois. De tillverkar bland annat hammare och yxor för olika ändamål, framför allt till byggindustrin.

## Historia
Estwing Manufacturing Company grundades 1923 av Ernest O. Estwing, född Ernst Johansson. Estwing var född i Södvik på Öland 1884 och därefter bosatt bland annat i Persnäs, men emigrerade till USA år 1900. Det nya efternamnet syftade på hans barndomshem på den östra udden, eller vingen, i Persnäs.
Estwings produkter utgörs av verktyg i smide med härdat stål.

## Bilder

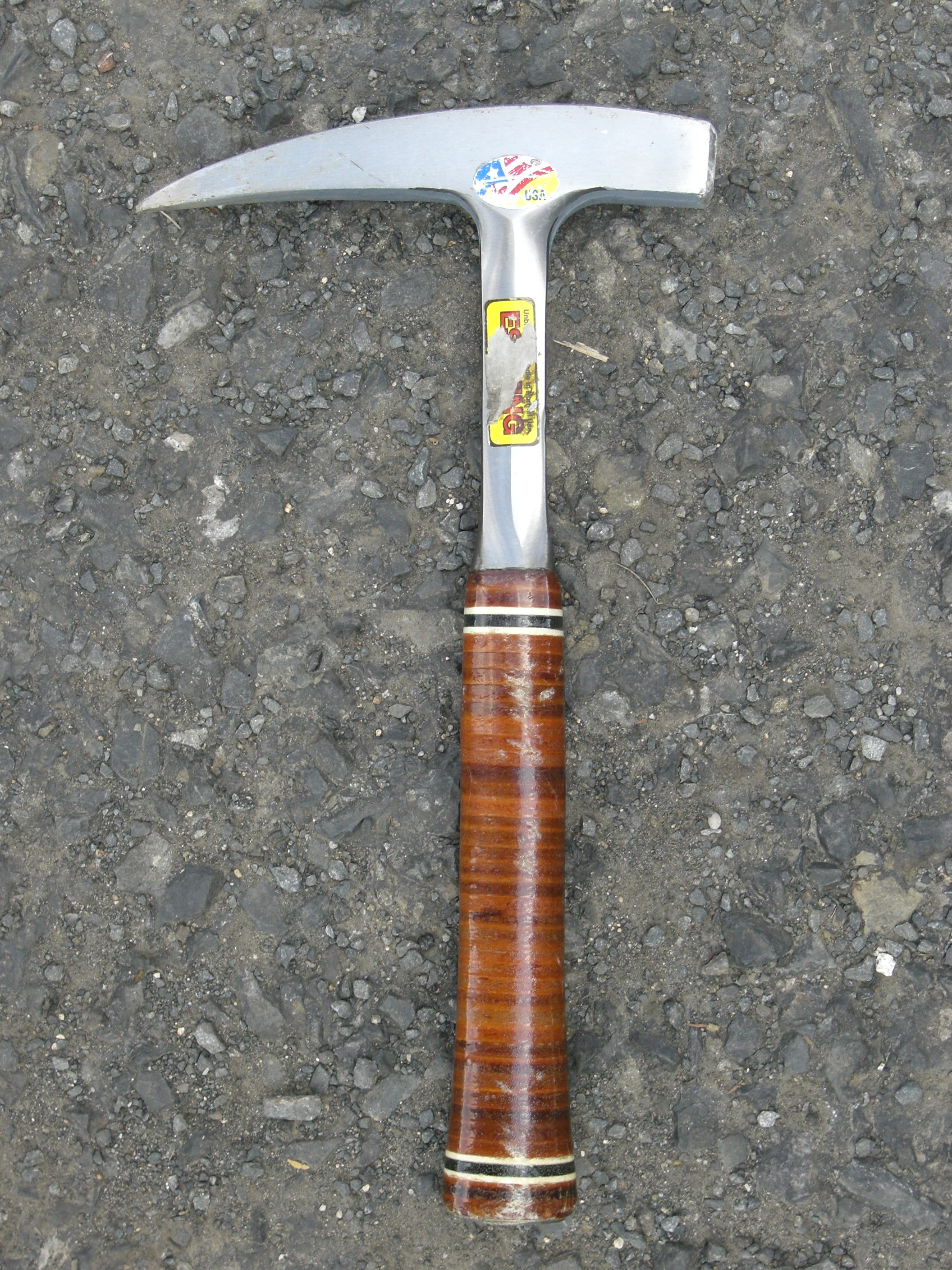
Estwing-hammare för geologer.
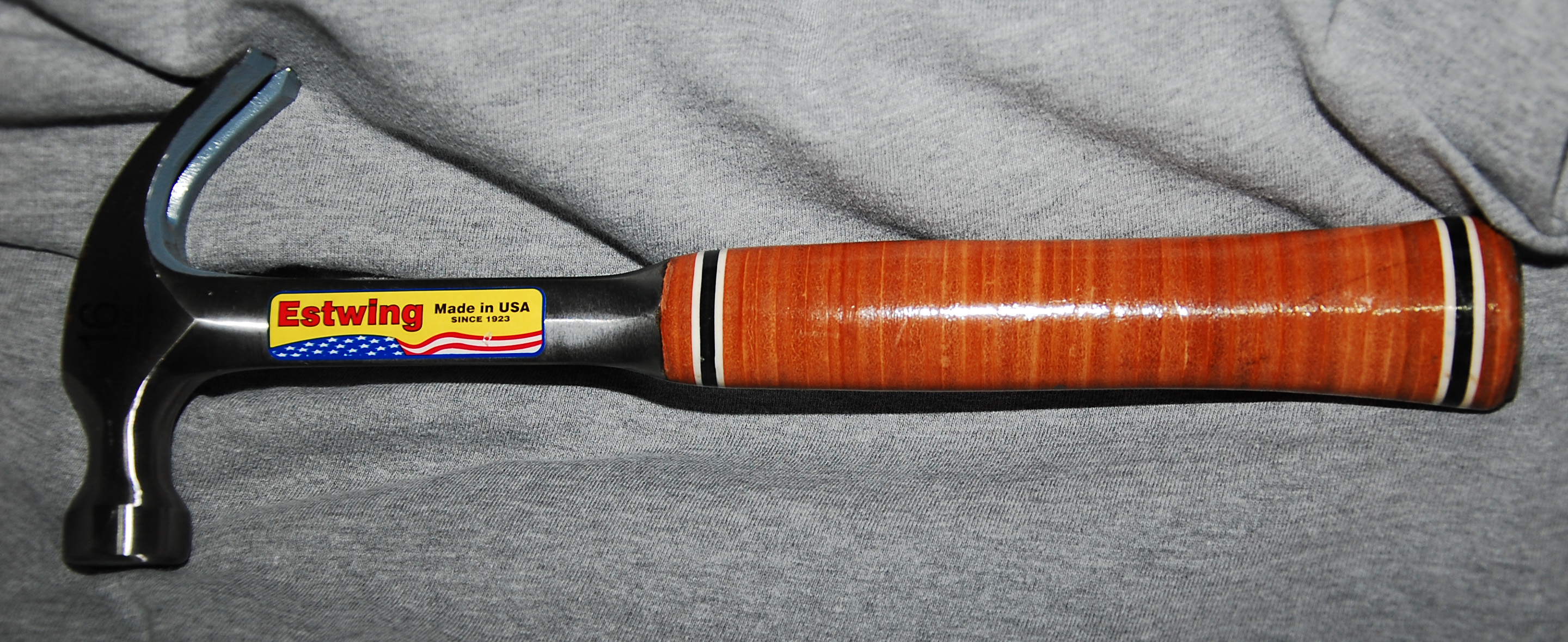
Klassisk Estwing-hammare med läderklätt handtag.